# 褐矶鳕
褐矶鳕（学名：Lotella phycis），又名褐潯鱈、藻磯鬚稚鱈，为深海鳕科矶鳕属的鱼类，俗名矶须鳕。分布于日本南部东京到长崎等海区、澳大利亚及新西兰以及台湾北侧基隆及西侧澎湖群岛等，属于较深海区近底层稍小型鱼类。该物种的模式产地在日本。